# Donald Cohan
Donald Smith Cohan (Nueva York, 24 de febrero de 1930-Filadelfia, 20 de octubre de 2018) fue un deportista estadounidense que compitió en vela en la clase Dragon. Participó en los Juegos Olímpicos de Múnich 1972, obteniendo una medalla de bronce en la clase de Dragon.

## Palmarés internacional
| Juegos Olímpicos | Juegos Olímpicos | Juegos Olímpicos  | Juegos Olímpicos |
| Año              | Lugar            | Medalla           | Clase            |
| ---------------- | ---------------- | ----------------- | ---------------- |
| 1972             | Múnich (RFA)     | Medalla de bronce | Dragon           |